# Titre électronique de paiement
Le titre électronique de paiement (TEP) est un moyen de paiement effectué à distance à partir d'un terminal de télécommunication (minitel ou téléphone),.
Le paiement des impôts par titre électronique de paiement, ou télérèglement, existe en France depuis juillet 1997.